# Rasina (rzeka)
Rasina (serb. Расина) – rzeka w środkowej Serbii, mierząca 92 km długości. Przepływa przez okręg rasiński, który zawdzięcza swoją nazwę właśnie rzece. Rasina bierze swój początek na południowych stokach góry Goč, w pobliżu wioski Rašovka, na południowy-zachód od najsłynniejszego serbskiego uzdrowiska – Vrnjačka Banja. Uchodzi do Morawy Zachodniej w pobliżu miasta Kruševac.
Powierzchnia zlewni Rasiny wynosi 990 km2.